# Patagonische leguaan
De Patagonishe leguaan (Diplolaemus darwinii) is een hagedis uit de familie Leiosauridae.

## Naam en indeling
De wetenschappelijke naam van de soort werd voor het eerst voorgesteld door Thomas Bell in 1843. Oorspronkelijk werd de wetenschappelijke naam Diplolaemus Darwinii gebruikt.
De wetenschappelijke soortaanduiding is een eerbetoon aan Charles Darwin, die de leguaan tijdens een reis van het schip HMS Beagle ontdekte.

## Verspreiding en habitat
De leguaan komt voor in delen van Zuid-Amerika en leeft in de landen Argentinië en Chili. De habitat bestaat uit drogere gebieden met weinig bomengroei, zoals steppen, graslanden en scrubland. De soort is aangetroffen van zeeniveau tot op een hoogte van ongeveer 700 meter boven zeeniveau.

## Beschermingsstatus
Door de internationale natuurbeschermingsorganisatie IUCN is de beschermingsstatus 'veilig' toegewezen (Least Concern of LC).